# May Whitty
Mary Louise Whitty (Liverpool, 19 juni 1865 - Beverly Hills, 29 mei 1948), beter bekend als Dame May Whitty, was een Brits actrice.
Whitty maakte in 1881 haar debuut in het theater in Liverpool, maar verhuisde al gauw naar Londen, waar ze werkte in West End. In 1892 trouwde ze er met acteur Ben Webster. Drie jaar later verhuisde ze de Verenigde Staten, waar ze debuteerde op Broadway. In 1905 beviel ze van een dochter, actrice Margaret Webster.
Whitty groeide uit tot een gerespecteerd actrice. In 1918 was ze de eerste actrice om erkend te worden door de Orde van het Britse Rijk, die haar prees voor haar werk tijdens de Eerste Wereldoorlog. Hoewel ze ook werkzaam was in stomme films, wordt ze het best herinnerd voor haar bijrollen in films die aan het einde van de jaren 30 en gedurende de jaren 40 werden uitgebracht. Het begon met de film Night Must Fall (1937), waarin ze een rol speelde die ze eerder had vertolkt in het theater. Ze werd genomineerd voor een Academy Award voor Beste Vrouwelijke Bijrol, maar verloor deze van Alice Brady voor haar rol in In Old Chicago (1937).
Whitty was meerdere malen in films van Alfred Hitchcock te zien. In 1942 kreeg ze opnieuw een Oscarnominatie voor haar rol in Mrs. Miniver (1942). Ze bleef acteren tot haar dood in 1948. Ze stierf op 82-jarige leeftijd aan kanker. Haar man was al een jaar eerder om het leven gekomen bij een operatie.

## Filmografie
- Biblioteca Nacional de España: XX1297052
- Bibliothèque nationale de France: cb140472374 (data)
- Gemeinsame Normdatei: 11422109X
- International Standard Name Identifier: 0000 0000 5936 3608
- Library of Congress Control Number: n85151877
- Nationale Bibliotheek van Israël: 987007434253605171
- SNAC: w6mw3780
- Virtual International Authority File: 34659268
- WorldCat: E39PBJp9tf8TJP9mhbwvDhGbVC